# Valdemarsvik (đô thị)
Đô thị Valdemarsvik (Valdemarsviks kommun) là một đô thị ở hạt Östergötland ở đông nam Thụy Điển. Thủ phủ là thị xã Valdemarsvik.
Valdemarsvik ban đầu là một thị xã (köping) thuộc thành phố Söderköping. Khi các đạo luật về chính quyền địa phương có hiệu lực năm 1863 tại Thụy Điển, Valdemarsvik không được lập thành đô thị riêng mà thuộc Ringarum. Đơn vị này đã được tách khỏi Ringarum năm 1914. Cuộc cải cách đô thị năm 1971 đã thiết lập đô thị như hiện nay từ cuộc hợp nhất Ringarum vời Valdemarsvik và cũng bổ sung Gryt và một phần Tjust-Ed bị giải thể. Tjust-Ed đã được chuyển từ hạt Kalmar.

## Liên kết ngoài

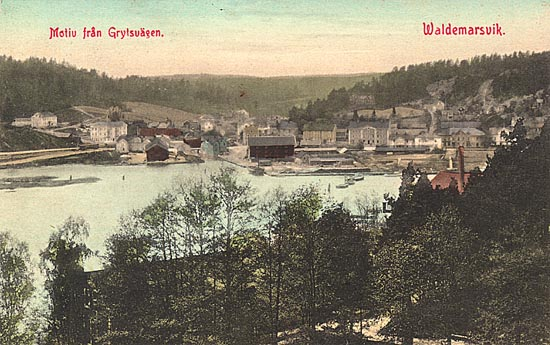
một bưu thiếp năm 1913 về Valdemarsvik